# Kreiz Breizh Elites
Kreiz Breizh Elites er et fransk cykelløb, der blev etableret i 2000. Til og med 2006 var løbet kun for U23-ryttere. Løbet bliver i dag arrangeret som et kategori 2.2-løb på UCI Europe Tour-kalenderen.

## Vindere
| År                   | Vinder                | Toer                  | Treer              |
| -------------------- | --------------------- | --------------------- | ------------------ |
| Kreiz Breizh Espoirs |                       |                       |                    |
| 2000                 | Cédric Hervé          | David Le Lay          | Sébastien Coué     |
| 2001                 | Marc Staelen          | Yoni Beauquis         | Lionel Brignoli    |
| 2002                 | Alexandre Naulleau    | Pierre Drancourt      | Benny De Schrooder |
| 2003                 | Lloyd Mondory         | Denis Kudasjev        | Jérémy Roy         |
| 2004                 | Cyrille Monnerais     | Lionel Faure          | David Lample       |
| 2005                 | Matthieu Ladagnous    | Benoît Sinner         | Johan Lindgren     |
| 2006                 | Sjoerd Botter         | Romain Lebreton       | Yannick Flochlay   |
| Kreiz Breizh Elites  |                       |                       |                    |
| 2007                 | Kalle Kriit           | Tanel Kangert         | Rein Taaramäe      |
| 2008                 | Blel Kadri            | Martin Pedersen       | Yannick Marié      |
| 2009                 | Antoine Dalibard      | Fabien Patanchon      | Janek Tombak       |
| 2010                 | Johan Le Bon          | Vincent Ragot         | Jean-Lou Paiani    |
| 2011                 | Laurent Pichon        | Moreno Hofland        | Thomas Vedel Kvist |
| 2012                 | André Steensen        | Yoann Paillot         | Alexis Gougeard    |
| 2013                 | Nick van der Lijke    | Vegard Stake Laengen  | Nicolas Vereecken  |
| 2014                 | Matteo Busato         | Timo Roosen           | Andreas Hofer      |
| 2015                 | August Jensen         | Élie Gesbert          | Stéphane Poulhiès  |
| 2016                 | Jeroen Meijers        | Clément Mary          | Jérémy Bescond     |
| 2017                 | Jonas Gregaard Wilsly | Niklas Eg             | Rasmus Guldhammer  |
| 2018                 | Damien Touzé          | Connor Swift          | Lennert Teugels    |
| 2019                 | Mathijs Paasschens    | Martijn Budding       | Maxime Cam         |
| 2021                 | Nick van der Lijke    | Mick van Dijke        | Michel Heßmann     |
| 2022                 | Lucas Eriksson        | Jeppe Aaskov Pallesen | Jean-Louis Le Ny   |
| 2023                 | Hartthijs de Vries    | Zeb Kyffin            | Florian Dauphin    |
| 2024                 | Florian Dauphin       | Baptiste Poulard      | Victor Guernalec   |
| 2025                 | Finn Crockett         | Niklas Larsen         | Matyáš Kopecký     |